# Jérica
Jérica (valencianisch: Xèrica) ist eine Gemeinde (Municipio) mit 1.726 Einwohnern (Stand: 2024) in der Provinz Castellón in der spanischen autonomomen Region Valencia. Zur Gemeinde gehört neben der gleichnamigen Ortschaft auch der Weiler Novaliches.

## Geographie
Xèrica liegt etwa 50 Kilometer westsüdwestlich der Provinzhauptstadt Castellón de la Plana und etwa 55 Kilometer nordnordwestlich von Valencia im Bezirk Alto Palancia in einer Höhe von ca. 525 m am Río Palancia. Im Westen befindet sich der Stausee  Embalse del Regajo. Durch die Gemeinde führt die Autovía A-23. 

## Sehenswürdigkeiten

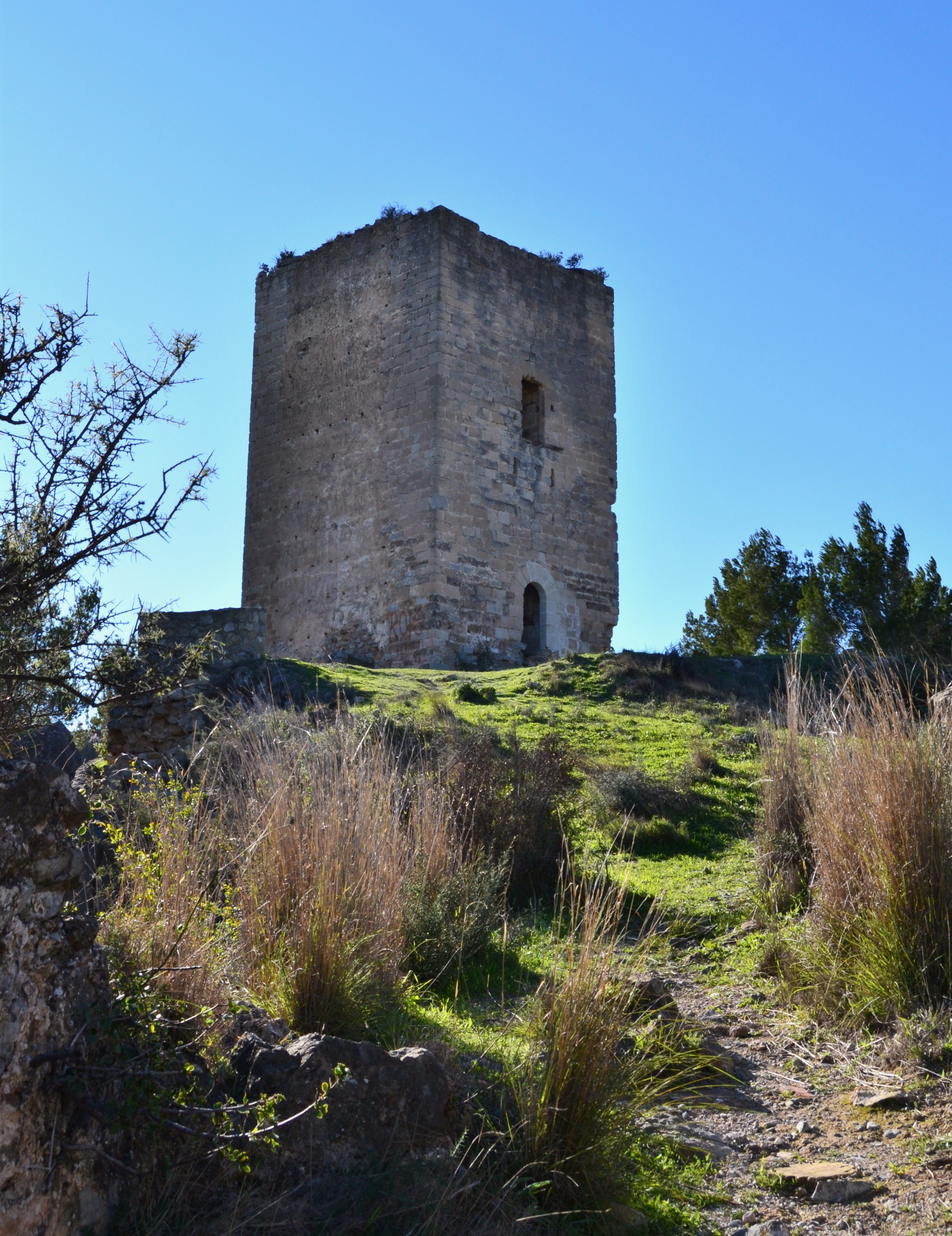
Burgreste
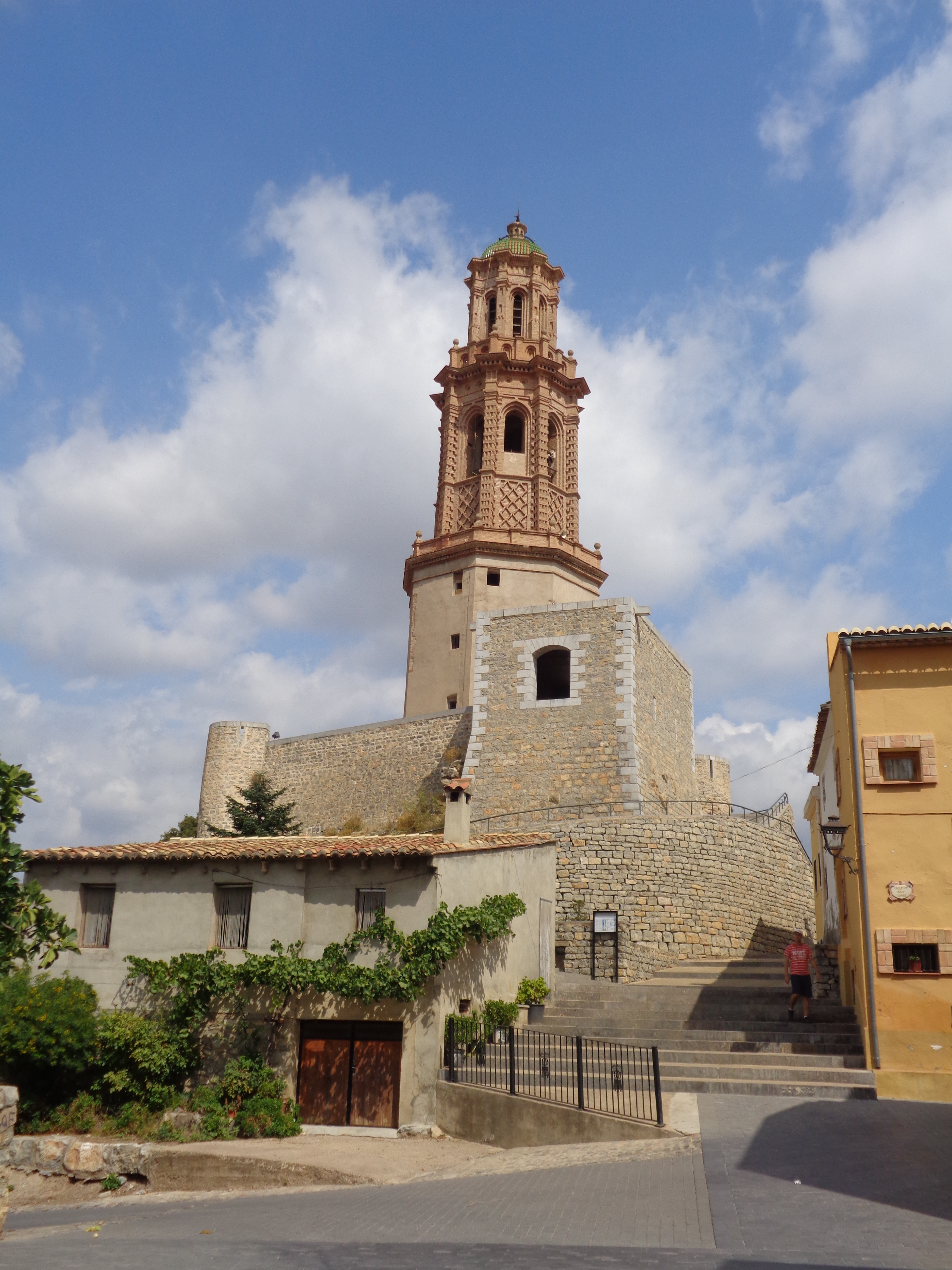
Turm im Mudejar-Stil, Wahrzeichen des Ortes
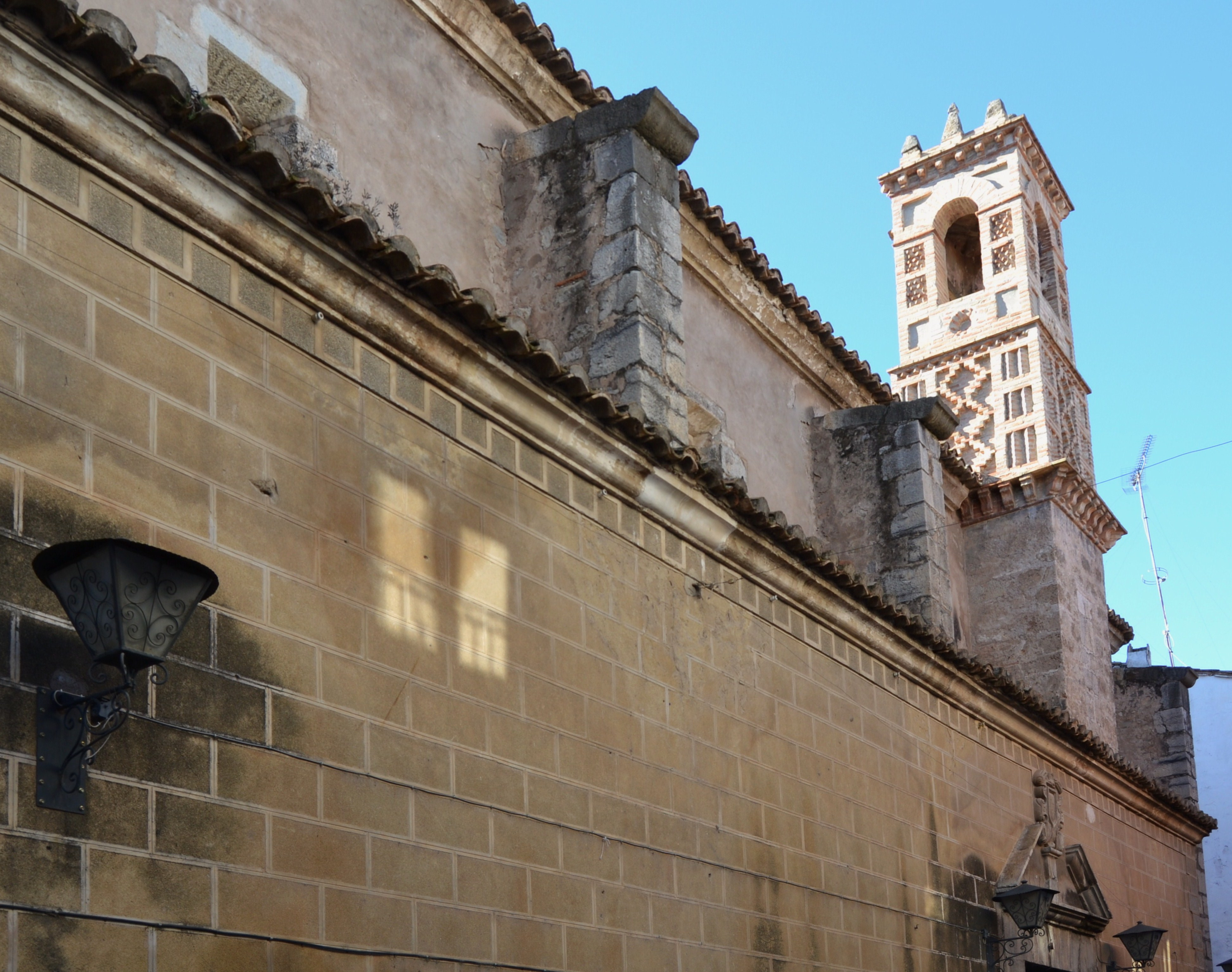
Christuskirche
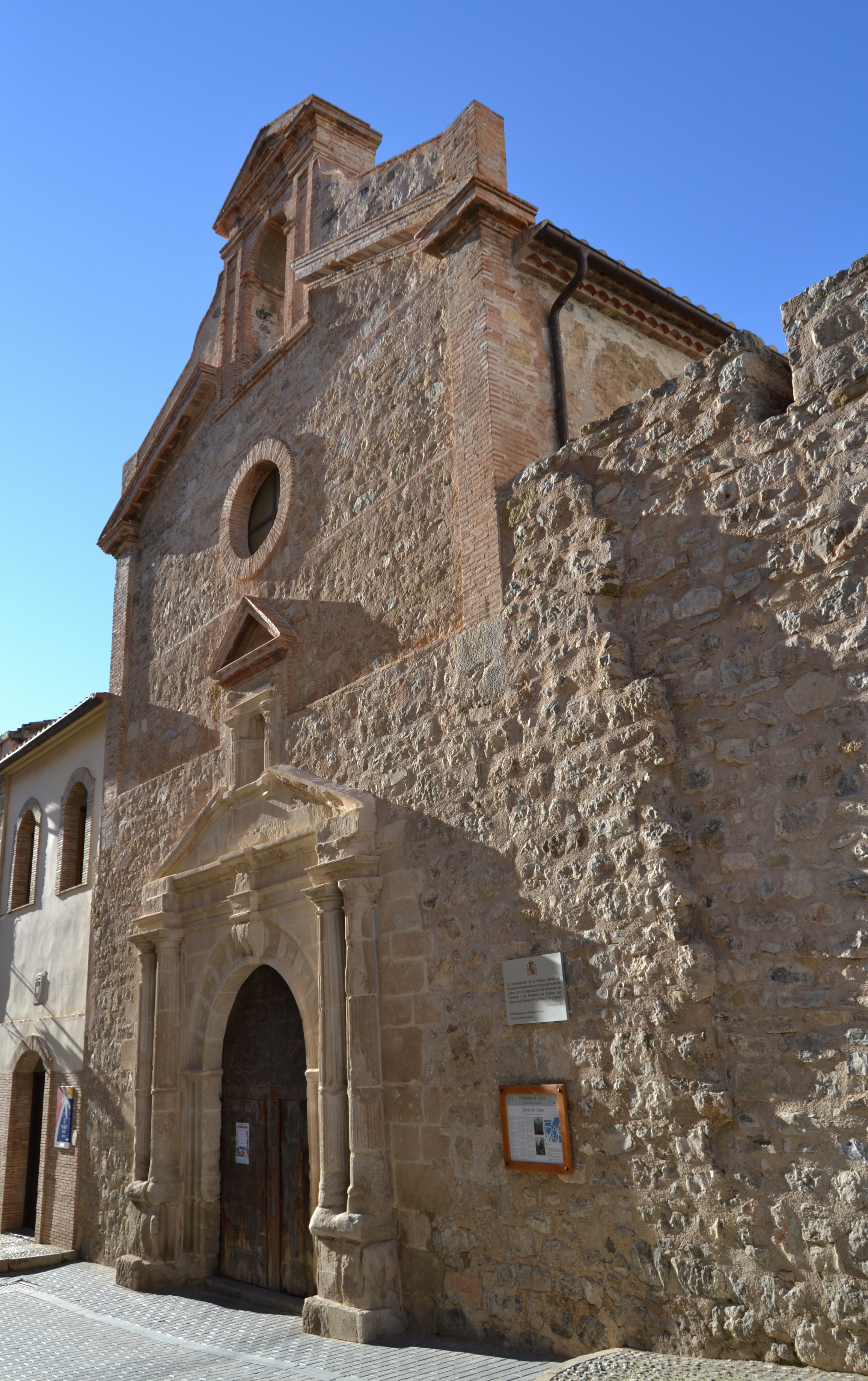
Kirche des Augustinerkonvents

- Augustinerkonvent
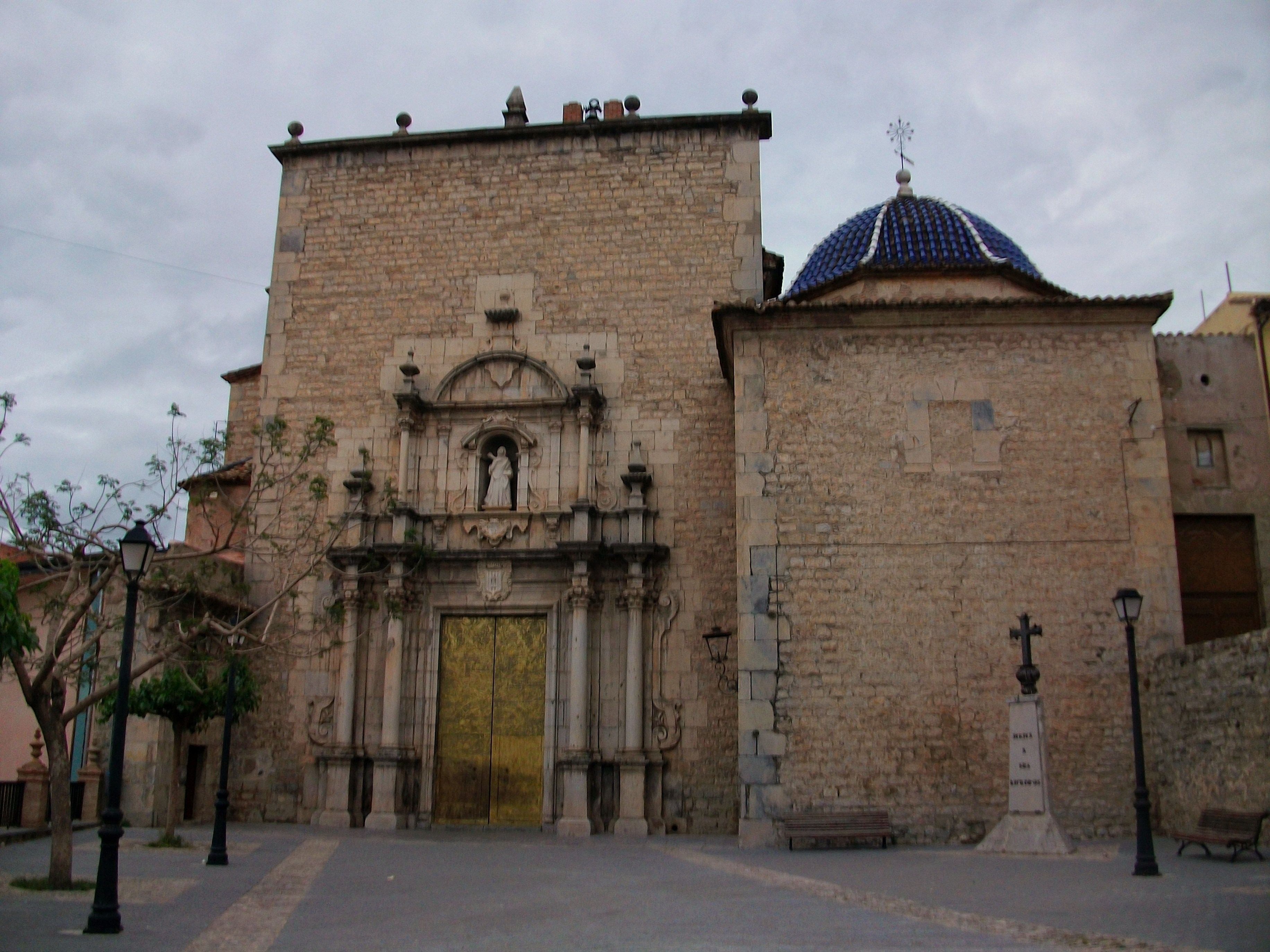
Agathenkirche
- Michaeliskirche in Novaliches
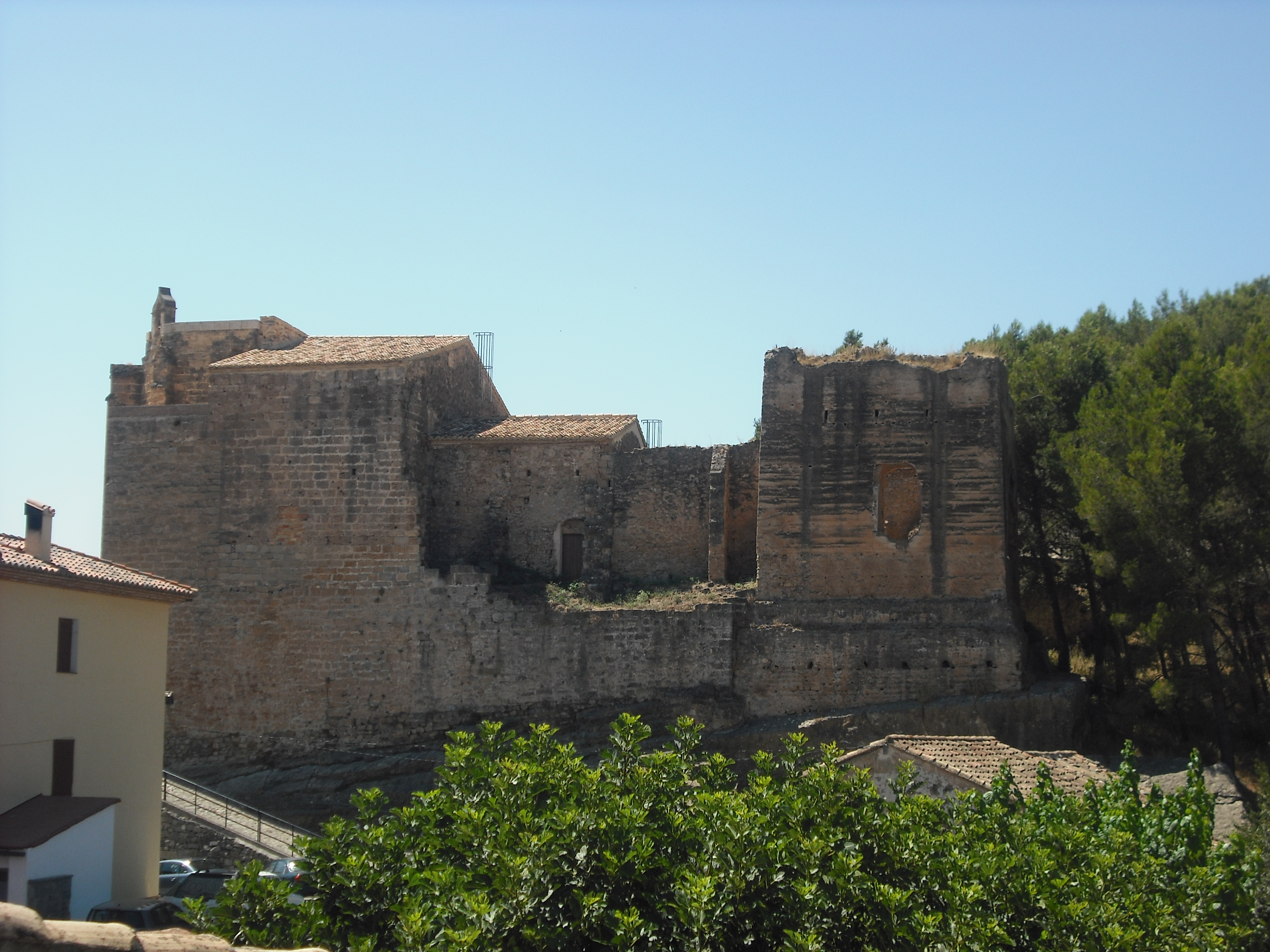
Rochuskapelle
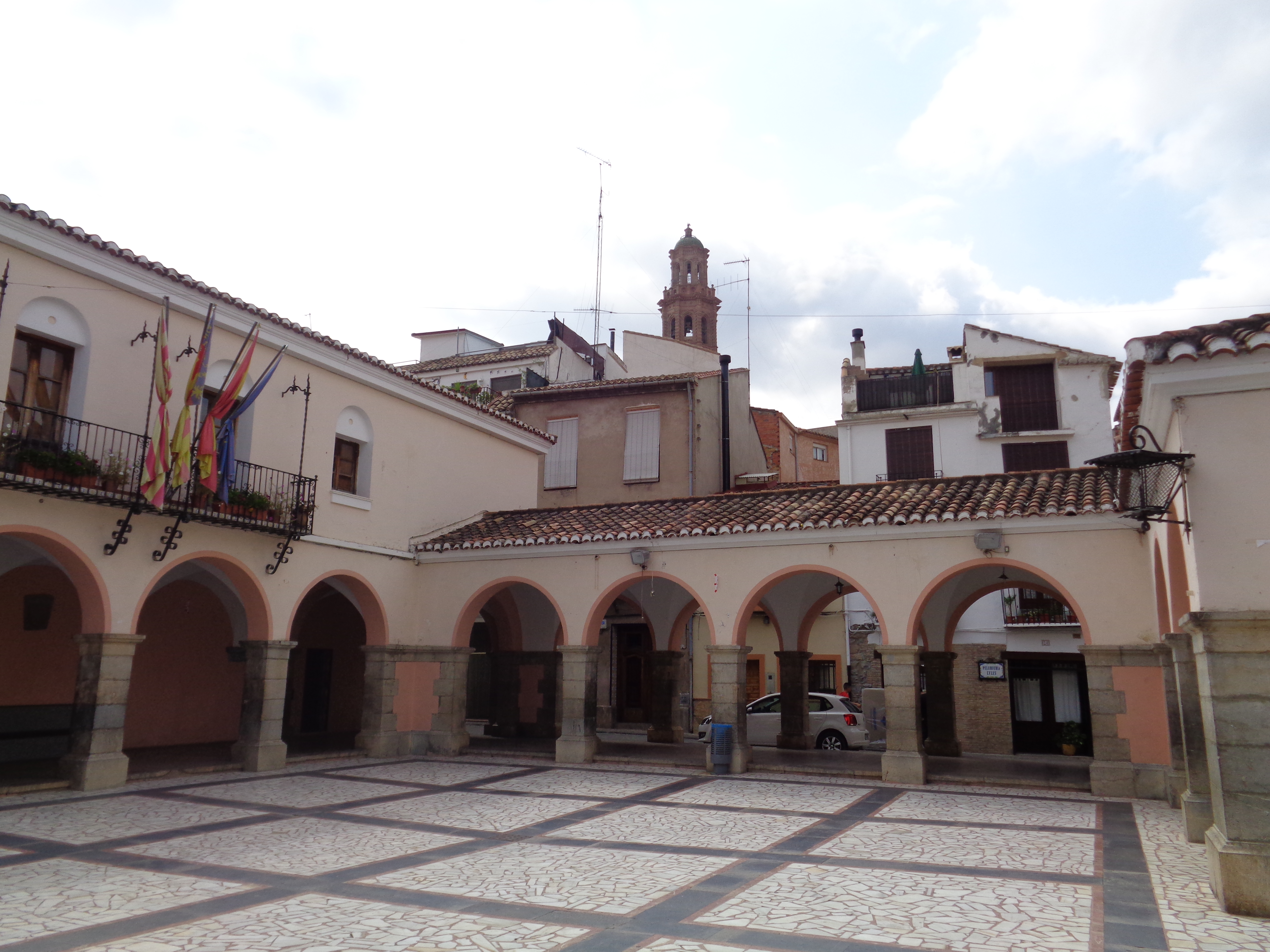
Neues Rathaus mit Museum
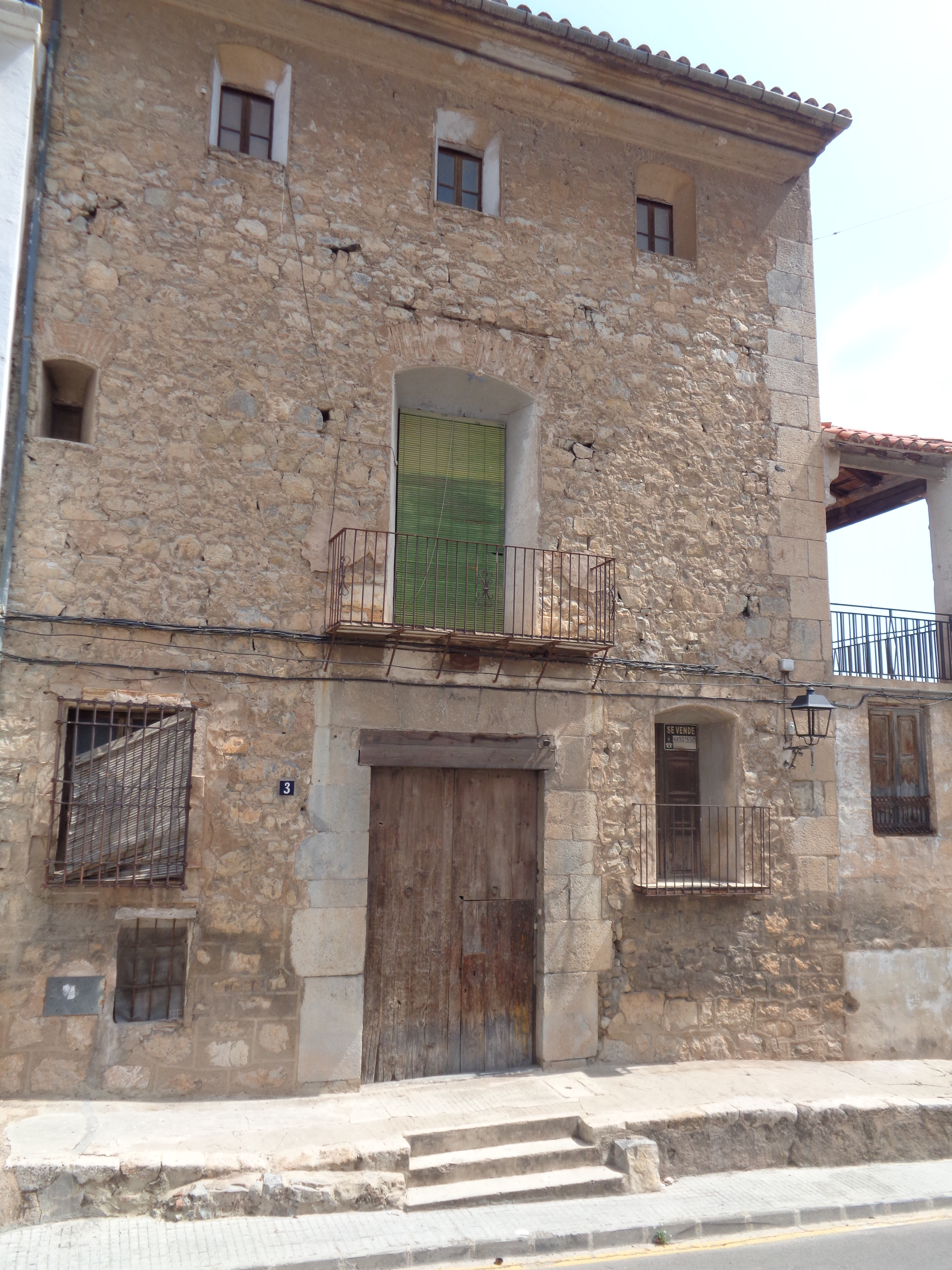
Altes Rathaus

- Burgreste
- Turm
- Christuskirche
- Kirche des Augustinerkonvents
- Agathenkirche
- Rochuskapelle
- Rathaus mit Museum
- Altes Rathaus

## Persönlichkeiten
- Pablo Barrachina Estevan (1912–2008), römisch-katholischer Geistlicher, Bischof von Orihuela 1954–1989